# Blindprobe
Unter einer Blindprobe versteht man im Bereich der qualitativen chemischen Analyse ein Vorgehen, das die Funktionstüchtigkeit und Gebrauchstauglichkeit der gewählten Nachweismethode sicherstellen soll. Man unterscheidet dabei folgende Vorgehensweisen:
- Bei der positiven Blindprobe wird die nachzuweisende Substanz dem Analysegemisch zugesetzt. Daher muss die Nachweisreaktion eintreten. Tritt in diesem Fall die Nachweisreaktion (im Allgemeinen ein Niederschlag oder eine Farbreaktion) nicht ein, so ist der Test unzuverlässig, weil entweder die Reagenzien überaltert sind oder weil das zu analysierende Gemisch Komponenten enthält, welche die Nachweisreaktion hemmen.
- Bei der negativen Blindprobe werden nur die Reagenzien der Nachweisprozedur unterworfen, ohne die zu untersuchende Substanz hinzuzufügen. In diesem Fall muss die Nachweisreaktion negativ sein, d. h. die typische Nachweisreaktion darf nicht stattfinden, da die entsprechende Substanz nicht enthalten ist. Tritt die Nachweisreaktion doch ein, so sind die Reagenzien verunreinigt und für diesen Nachweis unbrauchbar, oder es liegt ein systematischer Verfahrensfehler vor.

Zusammenfassung:
- Die positive Blindprobe stellt sicher, dass die gesuchte Substanz gefunden wird, wenn sie vorhanden ist.
- Die negative Blindprobe stellt sicher, dass die gesuchte Substanz nicht gefunden wird, wenn sie nicht vorhanden ist.
- Die doppelte Blindprobe, also sowohl die positive als auch die negative zusammen, stellen die Zuverlässigkeit des angewandten Verfahrens für den vorliegenden Fall sicher.

In der quantitativen Analytischen Chemie versteht man unter Blindprobe eine Probe, die mutmaßlich frei vom zu bestimmenden Stoff (dem Analyten) ist. Theoretisch müsste eine solche Probe den Analysenwert null ergeben. Bei Relativmethoden (Instrumentelle Analytik) ist theoretisch der Messwert null zu erwarten (z. B. kein Peak sichtbar). In der Praxis kann aber ein Messsignal entweder durch unvermeidbare Kontamination der verwendeten Reagenzien mit dem Analyten oder durch Störeinflüsse (Matrixeffekte, Interferenzen) hervorgerufen werden. Der so erhaltene Wert heißt Blindwert. Blindwerte begrenzen das Nachweisvermögen eines Analyseverfahrens. Die Nachweis- und Bestimmungsgrenze kann anhand einer Blindprobe mit Hilfe des Blindwertes und seiner statistischen Schwankung ermittelt werden.